# Кам'янський район (Пензенська область)
Кам'янський район (рос. Каменский район) — адміністративно-територіальна одиниця (район) та муніципальне утворення (муніципальний район) у складі Пензенській області Росії.
Адміністративний центр — місто Кам'янка.

## Географія
Район займає територію 2185,7 км² , знаходиться в південно-західній частині області. Межує на півночі з Нижньоломовським районом, на північному сході - з Мокшанським районом, на сході з Пензенським районом, на південному сході - з Колишлейським районом, на півдні - з Сердобським районом, на південному заході - з Белінським районом, на заході - з Пачелмським районом  Пензенської області.